# 맹 (행정 구역)
맹(몽골어: ᠠᠢᠢᠮᠠᠭ, Aimag 아이막, 중국어: 盟, 병음: méng 멍[*])은 몽골과 중화인민공화국 내몽골 자치구의 행정 구역이다. 맹은 다시 기(旗)와 소목(蘇木)으로 나뉜다.

## 개요
맹은 청나라 때부터 통치 기구로서 존재해왔다. 맹의 장은 그 맹에 속하는 기(旗)의 기장 또는 살라로부터 선택되었다. 원래의 맹은 철리목(哲里木), 소조달(昭鳥達), 탁색도(卓索圖), 석림곽륵(錫林郭勒), 오란찰포(烏蘭察布), 이극소(伊克昭) 6개이다. 나머지 맹은 몇 세기 이후에 추가된 것이다.
현재 맹은 중국의 지급 행정구의 일종으로 1970년대에 존재한 맹 9개 가운데 6개는 지급시로 재편되었다.

## 내몽골 자치구의 맹
- 아라산 맹 (阿拉善盟, Ālāshàn méng)
- 시린골 맹 (锡林郭勒盟, Xīlínguōlè méng)
- 싱안 맹 (兴安盟,  Xīngān Méng)

## 같이 보기
- 자치주
- 지구
- 아이막